# ژان مانوئل تتیس
ژان مانوئل تتیس (انگلیسی: Jean-Manuel Thetis؛ زادهٔ ۵ نوامبر ۱۹۷۱) بازیکن فوتبال اهل فرانسه است.
از باشگاه‌هایی که در آن بازی کرده‌است می‌توان به باشگاه فوتبال المپیک مارسی، باشگاه ورزشی مون‌پلیه، باشگاه فوتبال شفیلد یونایتد، باشگاه فوتبال ولورهمپتون واندررز، باشگاه فوتبال ایپسویچ تاون، و باشگاه فوتبال سویا اشاره کرد.